# Mały Dunaj
Mały Dunaj (słow. Malý Dunaj, węg. Kis Duna) – rzeka w zachodniej Słowacji; jedno z trzech koryt, na które Dunaj dzieli się przepływając przez Małą Nizinę Węgierską. Długość – 128 km. Średni roczny przepływ (regulowany za pomocą śluz) – 19,3 m³/s w Bratysławie, 27,8 m³/s we wsi Trstice w końcowym biegu. Powierzchnia zlewni – 2977 km².
Mały Dunaj odbija na wschód od głównego koryta Dunaju w Bratysławie (dzielnica Ružinov) i płynie na południowy wschód przez Nizinę Naddunajską. Na początkowym odcinku, do wsi Most pri Bratislave, koryto Małego Dunaju jest sztuczne. Dalszy, naturalny bieg Małego Dunaju jest bardzo kręty i meandrowaty. Koryto rzeki ma szerokość 30–50 m. Do Małego Dunaju wpada tylko jeden większy dopływ – Čierna voda. 10 km dalej, koło miasta Kolárovo, Mały Dunaj wpada do Wagu.
Dorzecze Małego Dunaju stanowi w istocie system kanałów melioracyjnych różnej wielkości. Mały Dunaj ma także pewne znaczenie w systemie wodnym stworzonym przez zaporę w Gabčíkovie. Do osobliwości Małego Dunaju należą liczne zabytkowe młyny wodne – najbardziej znane we wsiach Jelka, Tomašikovo, Jahodna, Dunajsky Klatov.
Dunaj, Mały Dunaj i dolny odcinek Wagu (tzw. Vážsky Dunaj) otaczają największą wyspę rzeczną w Europie – Wyspę Żytnią.
Bliźniaczym do Małego Dunaju bocznym korytem Dunaju jest Dunaj Moszoński po południowej stronie głównego koryta Dunaju.